# Omni-Play Basketball
Omni-Play Basketball è un videogioco di pallacanestro, d'azione e manageriale, pubblicato nel 1989 per Amiga, Commodore 64 e MS-DOS da SportTime, un marchio del produttore statunitense DesignStar Consultants. Nel 1990 venne ripubblicato con il titolo Magic Johnson's MVP, con l'immagine in licenza di Magic Johnson, dalla Virgin Mastertronic.
Nella stessa linea uscì anche Omni-Play Horse Racing sull'equitazione.

## Modalità di gioco
Il giocatore ha la possibilità sia di giocare le partite, sia di fare la parte del presidente e allenatore di una squadra in varie categorie.
Il menù iniziale, detto OMNI (Options Manager and Installer), permette di selezionare tra diversi moduli che determinano la prospettiva in partita e il campionato in cui si gioca. Nella versione base sono disponibili il modulo End-View, ovvero con visuale di metà campo alla volta con il canestro di fronte, e la lega fittizia SBA (SportTime Basketball Association, ambientata in USA). Fin dall'inizio il programma era predisposto per altri moduli che sarebbero stati venduti a parte come dischetti di espansione: Side-View con visuale laterale a scorrimento, le leghe Pro (simile a NBA), College (simile a NCAA) e Fantasy, e un modulo per la stampante. Si ha conferma dell'effettiva pubblicazione solo di Side-View e College. L'edizione Magic Johnson's MVP comprende già l'opzione Side-View.
Entrati nel gioco vero e proprio si ha un menù principale con numerose opzioni che permettono di vedere statistiche dettagliate del campionato e delle squadre, fare compravendita di giocatori e allenamenti. Quando si decide di giocare una partita ci sono ulteriori opzioni, in particolare se controllare l'azione o farlo fare al computer, e se controllare o meno l'allenatore, decidendo tattiche e cambi di giocatori. Prima della partita è anche possibile visualizzare un'introduzione con due telecronisti animati e i loro commenti sotto forma di testo dettagliato.
Nell'azione di gioco, per uno o due giocatori in competizione, si controlla il cestista più vicino alla palla (nel Side-View un cestista selezionato), muovendolo in tutte le direzioni. I passaggi si effettuano decidendone la direzione generale, poi la mira esatta verso il compagno di squadra è automatica. I vari tipi di tiro sono scelti automaticamente quando si ordina di tirare. Il pannello informativo alla base dello schermo contiene vari dati tra cui l'Effective Power di ogni squadra, una percentuale che rappresenta la stanchezza totale.